# Thrixopelma
Thrixopelma is een geslacht van spinnen uit de familie vogelspinnen (Theraphosidae).

## Soorten
De volgende soorten zijn bij het geslacht ingedeeld:
- Thrixopelma cyaneolum Schmidt, Friebolin & Friebolin, 2005
- Thrixopelma lagunas Schmidt & Rudloff, 2010
- Thrixopelma ockerti Schmidt, 1994
- Thrixopelma pruriens Schmidt, 1998